# Ralf Matzka
Pour les articles homonymes, voir Matzka.
Ralf Matzka, né le 24 août 1989 à Villingen-Schwenningen, est un coureur cycliste allemand professionnel de 2008 à 2016.

## Biographie

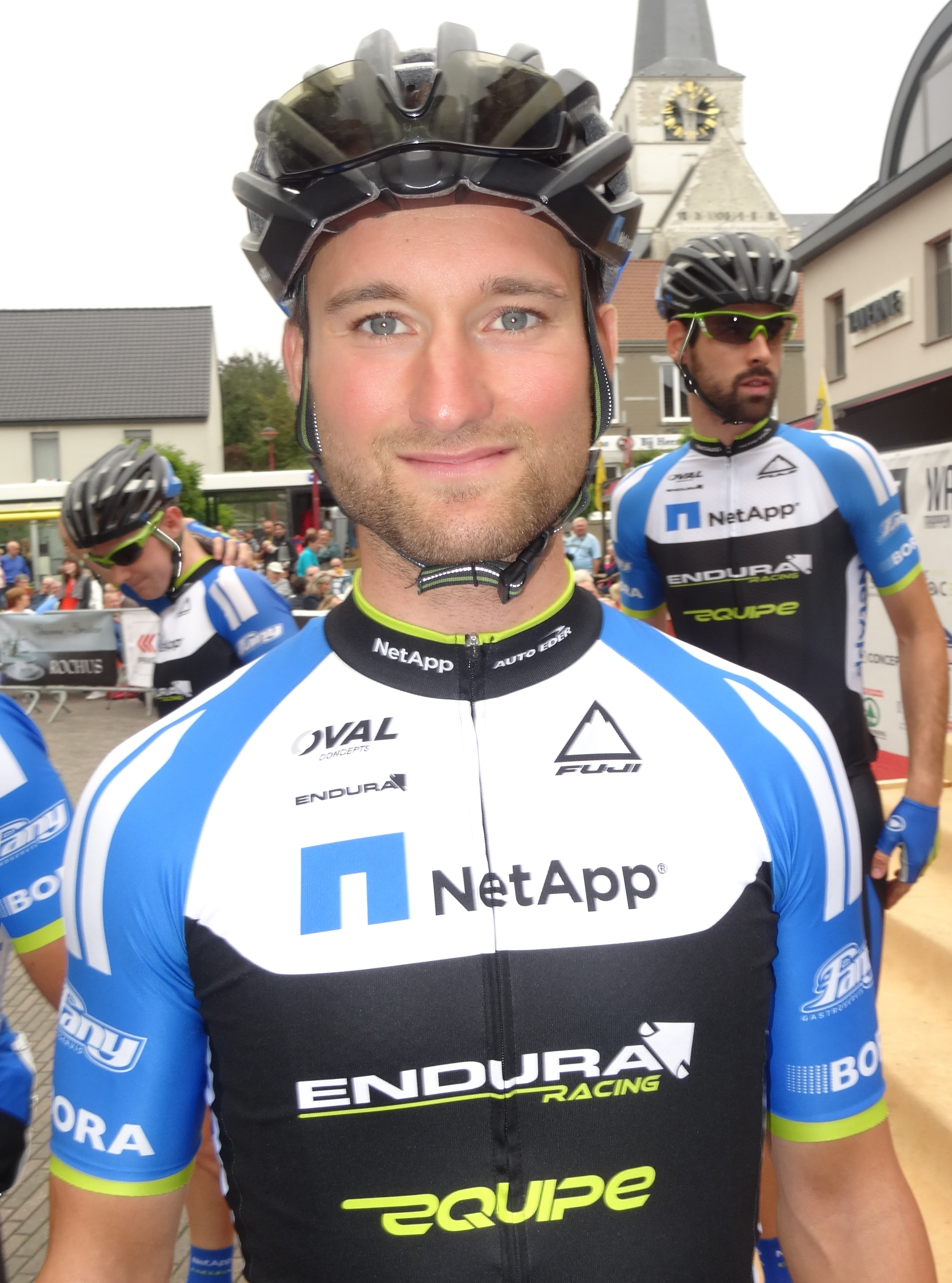
Ralf Matzka à la présentation des équipes lors de la Course des raisins 2014 à Huldenberg.

En avril 2016, au sein de son équipe Bora Argon 18, il ne prend plus part à aucune course et son contrat n'est pas renouvelé après la saison 2016. Il dispute sa dernière course professionnelle le 3 avril 2016 lors du Tour des Flandres.  À 27 ans, il met un terme à sa carrière à l'issue de la saison 2016.
Le 11 juillet 2017, il est annoncé que Ralf Matzka a été contrôlé positif au tamoxifène le 3 mars 2016 (le tamoxifène est un anti-œstrogène qui augmente la production de testostérone). Ralph Denk, le manager de Bora-Hansgrohe, sa dernière équipe, explique que le test positif est probablement dû à la contamination de l'eau et que l'équipe a décidé de ne pas le rendre public pour « protéger l'athlète ». Matzka n'a pas été sanctionné par l'UCI, mais le processus juridique n'est pas encore terminé et son ancienne équipe s'attend à un verdict d'acquittement. L'enquête du bureau du procureur est arrêtée en septembre 2016 en raison de l'absence de suspicion. Cependant, le 8 janvier 2018, le Tribunal Antidopage de l'UCI annonce l'avoir suspendu deux ans, soit jusqu'au 3 mars 2018.

## Palmarès sur route

### Par années
- 2006
  - 2e du championnat d'Allemagne du contre-la-montre par équipes juniors
- 2007
  - 1re étape du Tour de Haute-Autriche juniors
- 2008
  - 4e étape du Tour de Corée-Japon
- 2010
  - 3e étape de la Flèche du Sud

### Classements mondiaux
| Année           | 2008 | 2009 | 2010 | 2011 | 2012 | 2013 | 2014 |
| --------------- | ---- | ---- | ---- | ---- | ---- | ---- | ---- |
| UCI Asia Tour   | 167e |      |      |      |      | 106e |      |
| UCI Europe Tour | 612e |      | 920e | 978e | 372e | 671e | 288e |

## Palmarès sur piste

### Championnats du monde
- Apeldoorn 2011
  - 12e de l'américaine

### Coupe du monde
- 2008-2009
  - 3e de l'américaine à Pékin

### Championnats d'Europe
- Cottbus 2007
  -  Champion d'Europe de l'américaine juniors (avec Bastian Faltin)
  -  Médaillé d'argent de la course aux points juniors
- Pruszkow 2008
  -  Médaillé d'argent de la course aux points espoirs
- Saint-Pétersbourg 2010
  -  Médaillé d'argent du scratch espoirs
  -  Médaillé de bronze de l'américaine espoirs

### Championnats d'Allemagne
- 2007
  -  Champion d'Allemagne de la poursuite par équipes juniors
  -  Champion d'Allemagne de la course aux points juniors
  -  Champion d'Allemagne de l'américaine juniors